# Unalaska Island

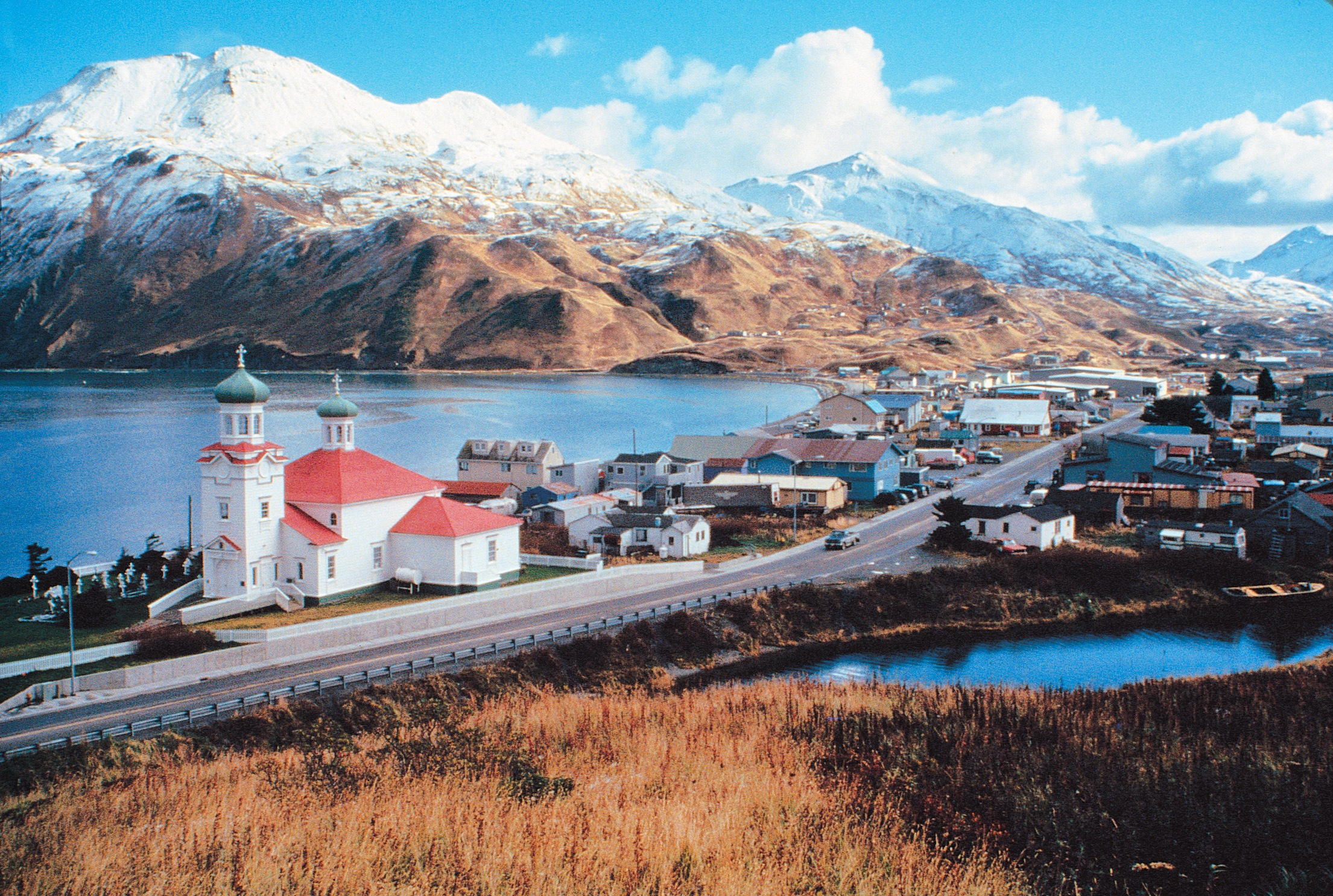
Vy över staden Unalaska.

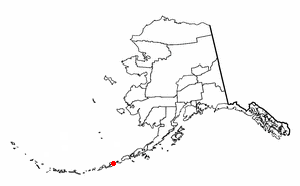
Unalaskas läge i Alaska

Unalaska är en ö som ingår i ögruppen Fox Islands i Aleuterna i den amerikanska delstaten Alaska. Ön har en landyta på 2 722 km², vilket gör den till USA:s 14:e största ö. Staden Unalaska täcker delar av ön och grannön Amaknak Island, där hamnen ligger. Öns befolkning, exklusive Amaknak, är enligt 2000 års folkräkning 1 759 invånare.
Ön är den näst största ön både i Fox Islands-gruppen och totalt av Aleuterna, och öns kustlinje består av många halvöar, vilket är ett särdrag i förhållande till övriga Aleuterna. Öns terräng är dock lik övriga öar i gruppen, det vill säga bergstäckt.
Namnet "Unalaska" är av aleutiskt ursprung. Det finns många teorier om dess uppkomst. Den mest troliga teorin är att ordet är en förvanskning av det ryska ordet Unalasjka, från det aleutiska ordet för "nära fastlandet", nawan Alaskax.
Ön upptäcktes av Vitus Bering år 1741. En rysk bosättning etablerades 1759, men förstördes fyra år senare av aleuterna. 162 ryska bosättare dödades, och de överlevande lyckades klara sig själva fram till 1764, då de räddades av ryssarna. Denna händelse ledde till att omkring 5 000 aleuter dödades som hämnd.